# Abralia multihamata
Abralia multihamata är en bläckfiskart som beskrevs av Sasaki 1929. Abralia multihamata ingår i släktet Abralia och familjen Enoploteuthidae. Inga underarter finns listade i Catalogue of Life.